# ロナルド・ペルトン
ロナルド・ペルトン（Ronald William Pelton、1941年11月18日 - 2022年9月6日）は、元アメリカ国家安全保障局 (NSA) の職員。借金に困って、ソ連のスパイとなったが、その後逮捕された。ペルトンがソ連に漏らしたアメリカ側の情報として、ソ連軍の海底ケーブル盗聴作戦「アイヴィー・ベル」がある。

## 経歴
ペルトンは最初アメリカ空軍に勤め、そこでロシア語を教わった。1960年代、通信傍受活動のためにパキスタンのペシャーワルに派遣される。ペシャーワル駐在中は、ギャンブルに興ずる姿がしばし目撃されていた。ペシャーワルに15ヶ月滞在後、国家安全保障局に移る。1980年にペルトンはNSAを退職する。その後は、安全保障とは関係のない職を転々とするものの、家の修理などの費用がかさみ、借金がどんどん増えていった。
休暇でオーストリアを訪れたペルトンは、ウィーンのソビエト大使館を突然訪ね、そこでKGBの責任者との面会を要求した。諜報機関員への面会を許されたペルトンは、口頭でソ連軍の海底ケーブル盗聴作戦「アイヴィー・ベル」について説明した後、見返りとして金銭を受け取った。
1985年8月、ソ連の外交官ヴィタリー・ユルチェンコが米国に亡命。ユルチェンコはペルトンがソ連のスパイであることをCIAに暴露した。ペルトンは、スパイ行為の証拠になるものはソ連側に一切手渡しておらず、すべて口頭による情報伝達ですませていた。このため、アメリカ側はペルトンがスパイである証拠は何も持っていなかったが、一旦取調べが始まると、ペルトンは直ちにスパイ行為を認めて自供した。なお、ユルチェンコは実はソ連側の二重スパイであって、その後まもなくソ連に帰国してしまう。ペルトンは、ユルチェンコによるアメリカへの手土産として、ソ連側にいいように利用されて捨てられた格好となった。
終身刑3度の判決を受けて服役中だったが、2015年11月24日に釈放された。